# 권단아
권단아(2016년 2월 16일 ~ )는 대한민국의 아역 배우이다.

## 출연 작품

### 드라마
- 2019년 ~ 2020년 SBS 금토드라마 《스토브리그》
- 2022년 MBC 저녁 일일연속극 《마녀의 게임》 ... 강한별 역